# Bingo Players
Bingo Players este un duo de DJ și producători muzicali neerlandezi de muzică dance și electro house, ce era compus anterior din Maarten Hoogstraten și Paul Bäumer. După ce Paul Bäumer a decedat pe 18 decembrie 2013 din cauza cancerului, Maarten Hoogstraten contiuă de unul singur activitatea în cadrul proiectului Bingo Players.
Bingo Players este cunoscut mai ales pentru hiturile "Cry (Just a Little)" și "Rattle". Cry (Just a Little) a intrat în Top 40 în Țările de Jos, Belgia, Regatul Unit și alte țări din Europa și Australia. Drept urmare Bingo Players s-a clasat pe locul 52 în lista ”Top 100 DJs 2013” publicată de DJ Magazine.

## Discografie

### Single-uri
| "Touch Me" (Bingo Players vs. Chocolate Puma)                                     | 2008 | 73 | — | —  | —  | —  | —  | — | —  | —  | —  | Non-album singles |
| "Chop"                                                                            | 2008 | 78 | — | —  | —  | —  | —  | — | —  | —  | —  | Non-album singles |
| "I Will Follow (Theme Fit for Free Dance Parade 2009)" (featuring Dan'thony)      | 2009 | 82 | — | —  | —  | —  | —  | — | —  | —  | —  | Non-album singles |
| "Devotion"                                                                        | 2009 | —  | — | —  | 26 | 35 | —  | — | —  | —  | —  | Non-album singles |
| "Tom's Diner"                                                                     | 2010 | —  | — | —  | 25 | —  | —  | — | —  | —  | —  | Non-album singles |
| "Cry (Just a Little)"                                                             | 2011 | 7  | — | —  | 28 | —  | —  | — | —  | —  | 44 | Non-album singles |
| "Rattle" / Rattle (EP)                                                            | 2011 | 91 | — | 46 | —  | —  | 35 | 8 | 42 | —  | —  | Non-album singles |
| "Don't Blame the Party (Mode)" (featuring Heather Bright)                         | 2012 | 55 | — | —  | 54 | —  | —  | — | —  | —  | —  | Non-album singles |
| "Out of My Mind"                                                                  | 2012 | —  | — | —  | 62 | —  | —  | — | —  | —  | —  | Non-album singles |
| "Get Up (Rattle)" (featuring Far East Movement)                                   | 2012 | 19 | 4 | 16 | 17 | 12 | 6  | 9 | 44 | 33 | 1  | Dirty Bass        |
| "Knock You Out"                                                                   | 2014 | 93 | — | —  | —  | —  | —  | — | —  | —  | —  | Non-album singles |
| "—" denotes a recording that did not chart or was not released in that territory. |      |    |   |    |    |    |    |   |    |    |    |                   |

### Originale
- 2006: "Gimme All That You Got"
- 2006: "Sonic Stomp"
- 2007: "Shake It"
- 2007: "Chuck Full of Funk"
- 2007: "Party People"
- 2008: "Get Up"
- 2008: "Bounce (Till Ya)"
- 2008: "Blurr"
- 2009: "Disco Electrique" (with Chocolate Puma)
- 2009: "Devotion" (with Tony Scott)
- 2010: "When I Dip"
- 2010: "Get on the Move"
- 2010: "Obviously" (with Carl Tricks)
- 2010: "Lame Brained"
- 2011: "Sliced" (with Nicky Romero)
- 2011: "Mode"
- 2011: Cry (Just A Little)
- 2011: "Rattle"
- 2012: "L'Amour"
- 2012: "Out Of My Mind"
- 2013: "Buzzcut"
- 2014: "Knock You Out"

### Remixuri

#### 2007
- UHM – House Ya (Bingo Players Remix)

#### 2008
- UHM & Tony Flexx – Our House (Bingo Players Remix)
- Josh The Funky 1 – It's The Music (Bingo Players Remix)
- Ian Carey – Redlight (Bingo Players Remix)
- Erick E – Wanna Go Again (Bingo Players Remix)
- Groovenatics – Joy (Bingo Players Remix)
- Gio Martinez, Genetik – Pixel (Bingo Players Remix)
- Todd Terry – Uncle Tech (Bingo Players Remix)
- Soulcatcher feat. Amanda Wilson – Falling For You (Bingo Players Remix)

#### 2009
- Ron Carroll – Bump To Dis (Bingo Players Vs. Bart B More Remix)
- Oliver Twizt – You're Not Alone (Bingo Players Remix)
- Harrison Crump – Gone (Bingo Players Remix)
- Kristine W – Feel What You Want (Bingo Players Feel It 2 Remix)
- Joachim Garraud – Are U Ready? (Bingo Players Remix)
- Villanord – Muzik (Bingo Players Remix)
- Ferry Corsten feat. Maria Nayer – We Belong (Bingo Players Remix)
- Sander van Doorn & Marco V – What Say? (Bingo Players Remix)
- Patric La Funk – Xylo (Bingo Players Remix)
- Sir James – Special (Bingo Players Remix)
- N.E.R.D – Lapdance (Bingo Players Bootleg Remix)
- Nick Supply feat. Tasha Baxter – That Bounce Track (Bingo Players Remix)
- Gel Abril – Spells Of Yoruba (Bingo Players Remix)
- Martin Solveig – Poptimistic (Bingo Players Remix)
- Kid Cudi & Crookers – Day'N'Nite (Bingo Players Remix)

#### 2010
- Gramophonedzie – Why Don't You (Bingo Players Remix)
- Mastiksoul feat. Zoey – Taking Me Hi (Bingo Players Remix)
- Eddie Thoneick feat. Terri B. – Release (Bingo Players Remix)
- Kelis – Milkshake (Bingo Players Bootleg)
- The Black Eyed Peas – The Time (Dirty Bit) (Bingo Players Bootleg)
- David Guetta feat. Kid Cudi – Memories (Bingo Players Remix)
- Dany P-Jazz, Fedde Le Grand, Funkerman – New Life (Bingo Players Remix)
- Green Velvet – La La Land (Bingo Players Remix)

#### 2011
- Sir Mix-a-Lot – Baby Got Back (Bingo Players Bootleg)
- Pitbull featuring Ne-Yo, Afrojack & Nayer – Give Me Everything (Bingo Players Remix)
- Sander van Doorn – Koko (Bingo Players Remix)
- The Prodigy – Everybody In The Place (Bingo Players Bootleg)
- Wally López – Welcome Home (Bingo Players Remix)
- Manufactured Superstars featuring Scarlett Quinn – Take Me Over (Bingo Players Remix)
- Flo Rida – Good Feeling (Bingo Players Remix)

#### 2012
- Far East Movement – Jello (Bingo Players Remix)
- Carl Tricks – Mad Dash (Bingo Players Edit)
- TJR vs Foreigner - Cold As Oi (Bingo Players Mashup)
- Maurizio Gubellini vs Macklemore - Who's In The Thriftshop (Bingo Players Mashup)

#### 2013
- Dada Life – Boing Clash Boom (Bingo Players Remix)
- Duck Sauce – Radio Stereo (Bingo Players Remix)

#### 2014
- Gorgon City - Here For You (Bingo Players Remix)